# Адати, Хатадзо
Хатадзо Адати (яп. 安達 二十三 Адати Хатадзо:, 17 июня 1890 — 10 сентября 1947) — генерал-лейтенант Японской императорской армии.
Родился в 1890 году в префектуре Исикава; так как это был 23-й год эпохи Мэйдзи, то отец ему дал имя «Хатадзо», которое записывалось иероглифами, означающими «23». Происходя из мелкой самурайской семьи, и будучи слишком бедным, чтобы записаться в подготовительную военную школу, что было необходимо для последующей карьеры в Императорском флоте, Хатадзо Адати смог пройти отбор в Токийскую кадетскую академию, что открыло ему дорогу в Императорскую армию. В 1910 году он закончил Рикугун сикан гакко, а после службы в 1-й дивизии Императорской гвардии в 1922 году окончил Рикугун дайгакко. В отличие от многих японских офицеров тех лет, он избежал вовлечённости в борьбу политических фракций, раздиравшую японскую армию в 1920—1930-х годах. После службы на различных должностях в Генеральном штабе, он в 1933 году получил назначение в службу железнодорожной охраны Квантунской армии — структуру, отвечающую за безопасность Южно-Маньчжурской железной дороги.
В 1934 году Хатадзо Адати был произведён в полковники, а в 1936 году стал командиром 12-й пехотной бригады. После начала войны с Китаем в 1937 году участвовал в Шанхайском сражении, и в сентябре во время миномётного обстрела получил ранение в ногу, навсегда её травмировавшее.
В 1938 году Хатадзо Адати был произведён в генерал-майоры и стал командиром 26-й пехотной бригады. В августе 1940 года был произведён в генерал-лейтенанты и командовал 37-й дивизией во время сражения в Южной Шаньси. Затем он был назначен начальником штаба Северо-Китайского фронта.
9 ноября 1942 года Хатадзо Адати был назначен командиром сформированной в Рабауле 18-й армии, которая отвечала за оборону Новой Гвинеи и прилегающих островов. Когда после победы в кампании на Соломоновых островах американские войска 22—27 апреля 1944 года высадились в Аитапе и в Голландии, то его силы оказались изолированными, и постепенно вымирали от жары, болезней и недоедания. От первоначального состава армии в 140 тысяч человек к моменту окончания войны под командованием Адати оставалось лишь порядка 13 тысяч. После капитуляции Японии Адати с войсками сдался 6-й австралийской дивизии на мысе Вом под Веваком.
После войны Адати предстал перед австралийским судом по обвинению в военных преступлениях, совершённых по отношению к военнопленным, и был приговорён к пожизненному заключению. 10 сентября 1947 года он покончил жизнь самоубийством.